# 2014년 퓨처스리그
퓨처스 리그의 2014년 시즌은 퓨처스 리그의 25번째 시즌이며, 대한민국의 12개 프로 야구 구단과 최초의 독립 구단 1개 구단 (고양 원더스) 그리고 일본의 1개 프로 야구 구단(소프트뱅크 호크스 3군), 제10구단 kt 위즈가 참가한다.
퓨처스 올스타전은 2014년 7월 17일 광주 기아 챔피언스 필드이다. 지난시즌에 이어서 1군 올스타전과 연일제로 진행된다. 당초 7월 17일 거행예정이였지만 우천으로 인해 7월 18일 낮 12시에 거행되었으나 북부리그가 4:1로 앞서던 2회말 남부리그 공격 종료후 우천 중단되었고 결국 노게임이 선언되어 2012년에 이어 두번째로 우천 취소되었다.

## 변경된 사항 (2014년)
- 넥센 히어로즈가 연고지를 전라남도 강진군에서 경기도 화성시로 이전하면서, 화성 히어로즈 베이스볼 파크를 홈구장으로 사용하며 2군의 팀 이름을 화성 히어로즈로 바꾸어 운영한다.
- NC 다이노스가 연고지를 경상남도 창원시에서 경상북도 포항시로 이전하면서, 포항야구장을 홈구장으로 사용한다.
- kt 위즈의 홈구장인 수원야구장 리모델링 공사가 2014년 8월에 끝날 예정이며, 그 전까지는 수원 성균관대학교 야구장을 사용한다.
- LG 트윈스가 연고지를 경기도 구리시에서 경기도 이천시로 이전하면서, LG 복합체육시설을 홈구장으로 사용한다.
- 한화 이글스가 1년만에 다시 남부 리그로 이동하게 된다.
- 10구단 kt 위즈를 참가로 남부리그 6개팀(상무, 삼성, NC, 롯데, KIA, 한화)과 북부리그 6개팀(경찰, SK, LG, 두산, 화성(넥센 2군), kt)으로 편성되면, 리그별로 288경기(동일 리그 팀 간 12차전, 인터리그 팀 간 6차전)씩 총 576경기다.

## 정규 리그
- 기간 : 2014년 4월 1일 ~ 9월 6일

### 팀 순위

#### 북부 리그
| 순위 | 구단 | 경기 | 승 | 패 | 무 | 승률 | 게임차 | 비고                      |
| ---- | ---- | ---- | -- | -- | -- | ---- | ------ | ------------------------- |
| 1    | 경찰 | 92   | 55 | 33 | 4  | .625 | -      | 북부리그 우승 · 통합 우승 |
| 2    | LG   | 90   | 46 | 34 | 10 | .575 | 5.0    |                           |
| 3    | kt   | 88   | 41 | 37 | 10 | .526 | 9.0    |                           |
| 4    | SK   | 89   | 37 | 39 | 13 | .487 | 12.0   |                           |
| 5    | 화성 | 90   | 40 | 43 | 7  | .482 | 12.5   |                           |
| 6    | 두산 | 91   | 31 | 52 | 9  | .373 | 21.5   |                           |

#### 남부 리그
| 순위 | 구단 | 경기 | 승 | 패 | 무 | 승률 | 게임차 | 비고          |
| ---- | ---- | ---- | -- | -- | -- | ---- | ------ | ------------- |
| 1    | 상무 | 88   | 52 | 32 | 4  | .619 | -      | 남부리그 우승 |
| 2    | 한화 | 90   | 43 | 38 | 9  | .531 | 7.5    |               |
| 3    | NC   | 90   | 40 | 45 | 5  | .471 | 12.5   |               |
| 4    | 삼성 | 89   | 37 | 42 | 10 | .468 | 12.5   |               |
| 5    | 롯데 | 91   | 36 | 48 | 7  | .429 | 16.0   |               |
| 6    | KIA  | 93   | 34 | 49 | 10 | .410 | 17.5   |               |

#### 교류 경기
- 고양 원더스 : 2014년 4월 8일 ~ 8월 24일
- 소프트뱅크 호크스 : 2014년 6월 17일 ~ 7월 30일

| 구단       | 경기 | 승 | 패 | 무 | 승률 |
| ---------- | ---- | -- | -- | -- | ---- |
| 고양       | 80   | 43 | 25 | 12 | .632 |
| 소프트뱅크 |      |    |    |    |      |

### 통계

#### 타자 TOP
- 남부리그

| 부문      | 선수          | 기록  |
| --------- | ------------- | ----- |
| 타율(AVG) | 구자욱        | 0.357 |
| 홈런(HR)  | 박노민 조평호 | 11    |
| 타점(RBI) | 정진호        | 64    |

- 북부리그

| 부문      | 선수   | 기록  |
| --------- | ------ | ----- |
| 타율(AVG) | 이천웅 | 0.385 |
| 홈런(HR)  | 김사연 | 23    |
| 타점(RBI) | 유민상 | 75    |

#### 투수 TOP
- 남부리그

| 부문            | 선수          | 기록 |
| --------------- | ------------- | ---- |
| 승리(W)         | 김상수 이동걸 | 10   |
| 평균자책점(ERA) | 고원준        | 3.97 |

- 북부리그

| 부문            | 선수          | 기록 |
| --------------- | ------------- | ---- |
| 승리(W)         | 박세웅 이형범 | 9    |
| 평균자책점(ERA) | 장진용        | 3.60 |

## 경기 중계
- MBC 스포츠+
- KBS N 스포츠
- XTM
- SBS 스포츠
- 네이버 스포츠